# Сабуров, Яков Иванович
Яков Иванович Сабуров (1798, Оржевка, Тамбовская губерния — 26 сентября [8 октября] 1858, Оржевка, Тамбовская губерния) — русский писатель-очеркист; тамбовский помещик и уездный предводитель дворянства.

## Биография
Родился в 1798 году в селе Оржевка Кирсановского уезда Тамбовской губернии; брат Андрея и Александра Сабуровых, двоюродный брат И. В. Сабурова.
С января 1818 года был офицером лейб-гвардии Гусарского полка, находившегося в Царском Селе; в январе 1821 года вышел в отставку поручиком. По свидетельству С. Д. Комовского, он был в числе «некоторых отчаянных гусаров», знакомых Пушкину в лицейские годы. В письмах к брату в конце 1824 — начале 1825 года Пушкин с дружеской иронией отзывался о «Яшке Сабурове»; в это же время появился набросок его стихотворения «Сабуров, ты оклеветал Мои гусарские затеи».
С середины 1825 года Я. И. Сабуров — чиновник канцелярии М. С. Воронцова в Одессе, в 1826—1827 годах — чиновник «комиссии по делам Е. К. Варфоломея» в Кишинёве.
В 1830 годах занялся литературной деятельностью; писал очерки, был сотрудником «Московского вестника» (1830), «Литературной газеты» (1830), «Телескопа» (1831—1832), «Московского наблюдателя» и других изданий.
Б. Н. Чичерин утверждал, что Сабуров был «видное лицо в свое время», человек «весьма неглупый, образованный, все читавший, с разнообразными сведениями, хотя несколько шаткими мыслями и характером» («Из воспоминаний Б. Н. Чичерина» // «Русский архив». — 1890. — № 4. — С. 514).
Свой пиетет к Пушкину Сабуров выразил в очерке «Царское Село», где передал рассказ о символической смерти лебедя у ног Пушкина (1830).
Дружил с младшим братом А. С. Пушкина, Львом Сергеевичем, который, умирая в 1852 году, назначил Я. И. Сабурова и С. А. Соболевского опекунами своих детей.
В библиотеке А. С. Пушкина сохранился оттиск статьи Сабурова «О земледелии, промышленности и торговле Бессарабии в 1826 году», изданный в 1830 году.
Умер в своём имении Оржевка 26 сентября (8 октября) 1858 года.